# Gottfried Glaßner
Gottfried Glaßner OSB (* 15. April 1950 in Leopolds als Paul Glaßner; † 1. Dezember 2023) war ein österreichischer Alttestamentler, Benediktiner und Leiter der Stiftsbibliothek Melk.

## Leben
In Leopolds, zur Pfarrei Kottes gehörend, geboren, machte er 1969 Matura am Stiftsgymnasium Melk und trat danach in das dortige Stift Melk ein, wo er den Ordensnamen Gottfried erhielt. Von 1970 bis 1976 studierte er Philosophie und Theologie in Salzburg und Innsbruck. 1976 empfing er die Priesterweihe.
Von 1980 bis 1984 war Glaßner Assistent am Institut für Alttestamentliche Bibelwissenschaft in Innsbruck; 1980 wurde er Stiftsbibliothekar in Melk. Von 1984 bis 1986 war er Kaplan in der Stadtpfarrkirche in Melk; beginnend in 1984 war er auch in der Krankenhausseelsorge in Melk tätig. Seit 1986 arbeitete er als wissenschaftlicher Mitarbeiter am Salzburger Internationalen Forschungszentrum für soziale und ethische Fragen im Fachbereich Christlicher Osten. 1990 wurde Glaßner in Salzburg zum Dr. theol. promoviert. Von 1991 bis 2001 war er ständiges Mitglied des Arbeitsausschusses der Pro Oriente Sektion Salzburg. Von 2001 bis 2022 war er Nationalsekretär des Andreas-Petrus-Werks / Catholica Unio Österreich.
Seit 1. Oktober 2005 war er an der Philosophisch-Theologischen Hochschule der Diözese St. Pölten Professor für Altes Testament; dort hatte er bereits seit 1998 als Lehrbeauftragter für Hebräisch und seit 2003 für Theologie und Geschichte des Christlichen Ostens gewirkt. Ebenso war er Lehrbeauftragter für Altes und Neues Testament an der Pädagogischen Akademie der Diözese St. Pölten in Krems.

## Veröffentlichungen (Auswahl)
- Vision eines auf Verheissung gegründeten Jerusalem. Textanalytische Studien zu Jesaja 54, Klosterneuburg 1991, Österreichisches Katholisches Bibelwerk, ISBN 3-85396-082-0
- mit Alja Payer: Bibliographie der deutschsprachigen Literatur über das Christentum in Russland (und Nachfolgestaaten der UdSSR) 1986 – 1993, Salzburg 1996, Internationales Forschungszentrum Salzburg, ISBN 3-9500485-1-0